# Nella porta accanto
Nella porta accanto è un singolo della cantante italiana Laura Pausini, estratto dall'undicesimo album in studio Simili e pubblicato il 15 febbraio 2016 solo in Brasile come secondo singolo.

## Descrizione
Il testo è scritto da Laura Pausini, mentre la musica è stata realizzata da Mattia De Luca.
La canzone è stata adattata e tradotta in lingua spagnola da Pausini stessa con il titolo En la puerta de al lado, inserita nell'album Similares ed estratta come secondo singolo dapprima solamente in Spagna il 19 novembre 2015 e successivamente come secondo singolo anche negli Stati Uniti d'America, Messico e America Latina il 2 febbraio 2016. Tale versione ha permesso alla cantante di ricevere a marzo 2016 due candidature ai Premios Juventud 2016 nelle categorie Miglior canzone, La più contagiosa e Canzone corta-venas.

## Video musicale
Il videoclip (in lingua italiana e in lingua spagnola) è stato diretto dai registi Leandro Manuel Emede e Nicolò Cerioni e girato a Miami. Al videoclip partecipa l'attore cileno Cristián de la Fuente.
Il videoclip in lingua spagnola viene reso disponibile il 19 novembre 2015 (reso visibile in Italia dal 3 febbraio 2016), mentre quello in lingua italiana il 3 febbraio 2016 in Brasile e il 15 gennaio 2017 in Italia, entrambi sul canale YouTube della Warner Music Italy.

## Formazione
- Laura Pausini – voce
- John Parricelli – chitarra
- Trevor Barry – basso
- Rohan Onraet – programmazione, chitarra
- Steve Power – programmazione, chitarra
- Pete Davis – programmazione, tastiera
- Ash Soan – batteria

## Pubblicazioni
Nella porta accanto e En la puerta de al lado (insieme alla versione strumentale) vengono pubblicati nel box The Singles Collection - Volume 4 edito dalla Atlantic Records nel 2019, commercializzato attraverso il fan club ufficiale dell'artista Laura4u.

## Classifiche
| Classifiche (2016)        | Posizione massima |
| ------------------------- | ----------------- |
| Messico (espanol airplay) | 19                |